# Jean-Paul Guhel
 (juin 2011).
Si vous disposez d'ouvrages ou d'articles de référence ou si vous connaissez des sites web de qualité traitant du thème abordé ici, merci de compléter l'article en donnant les références utiles à sa vérifiabilité et en les liant à la section « Notes et références ».
Jean-Paul Guhel, né le 15 juin 1930 à Auray et mort le 1er février 1988 à Ploemel, est un danseur sur glace français. Il est champion d'Europe et vice-champion du monde en 1962 avec sa partenaire et épouse Christiane Elien. Il a été aussi nonuple champion de France de la discipline entre 1954 et 1962, ce qui constitue encore un record actuellement.

## Biographie

### Carrière sportive
Jean-Paul Guhel fait partie des pionniers de la danse sur glace en France. Cette discipline fait ses premiers pas dans l'hexagone juste après la Seconde Guerre mondiale. Les premiers championnats de France de danse sur glace sont d'ailleurs organisés en 1948.
En 1953, il patine avec Christiane Duvois et devient vice-champion de France derrière Claude-Gisèle Weinstein & Claude Lambert. 
Dès la saison suivante, il devient champion de France avec sa nouvelle partenaire Fanny Besson. Ils patinent ensemble pendant quatre saisons où ils deviennent quatre fois consécutivement champions de France de 1954 à 1957. C'est aussi avec sa seconde partenaire qu'il participe à ses premiers championnats internationaux : trois championnats d'Europe (6e en 1954 à Milan, 4e en 1955 à Budapest, 4e en 1956 à Paris) et deux championnats du monde  (7e en 1955 à Vienne, 5e en 1956 à Garmisch-Partenkirchen). Le couple sportif se sépare en 1957 lorsque Fanny Besson tombe enceinte.
Jean-Paul Guhel patine ensuite pendant cinq saisons avec Christiane Elien, qui est devenue Christiane Guhel après leur mariage. Celle-ci patinait jusqu'alors avec Claude Lambert. Le nouveau couple formé domine la danse sur glace française pendant cinq saisons, de 1958 à 1962, ce qui permet à Jean-Paul Guhel de devenir nonuple champion national de la discipline. Sur le plan international, ils « avaient pris la résolution solennelle et définitive de battre un jour les Anglais » qui dominaient largement la discipline. Pour ce faire, ils participent à cinq championnats d'Europe et quatre championnats du monde et progressent régulièrement dans la hiérarchie mondiale:
- En 1958, ils commencent par se positionner près des podiums à la 4e place européenne à Bratislava et 6e place mondiale à Paris.
- En 1959, ils accèdent à leur premier podium européen en remportant le bronze à Davos, mais doivent se contenter de la 6e place mondiale à Colorado Springs.
- En 1960, ils deviennent vice-champion d'Europe à Garmisch-Partenkirchen, derrière les anglais Doreen Denny & Courtney Jones, mais également devant un autre couple anglais Mary Parry & Roy Mason. Aux mondiaux de Vancouver, ils conquièrent le bronze, leur première médaille mondiale.
- En 1961, ils confirment leur médaille d'argent européenne à Berlin-Ouest, toujours dominé par les anglais Doreen Denny & Courtney Jones. Ils ne peuvent ensuite se battre aux mondiaux prévus à Prague à cause de la catastrophe aérienne du vol 548 Sabena où toute l'équipe américaine fut tuée.
- En 1962, on engage la double championne du monde Doreen Denny, devenue professionnelle, pour les conseiller à Villard-de-Lans pendant presque six mois. Ils remportent alors le titre européen à Genève avant de devenir vice-champion du monde à Prague derrière les tchécoslovaques Eva Romanová & Pavel Roman.

Ils quittent le patinage amateur à l'issue des championnats du monde de 1962. La danse sur glace n'étant pas inscrite au programme des Jeux olympiques d'hiver à cette époque, ils n'y ont donc jamais participé.

### Reconversion
Jean-Paul Guhel reprend son métier d'ensemblier-décorateur. Il collabore en 1968 à l'organisation des Jeux olympiques d'hiver de 1968 qui ont lieu en France à Grenoble. Il milite déjà à l'époque pour l'inscription de la danse sur glace au programme olympique, ce qui sera chose faite en 1976 à Innsbruck.
En 1988, Jean-Paul Guhel met fin à ses jours à la suite d'une grave dépression nerveuse [réf. nécessaire].

## Palmarès
Avec 3 partenaires :
- 1 saison avec Christiane Duvois (1952-1953)
- 4 saisons avec Fanny Besson (1953-1957)
- 5 saisons avec Christiane Elien (1957-1962)

| Compétition | 1953 |  | 1954 | 1955 | 1956 | 1957 |  | 1958 | 1959 | 1960 | 1961 | 1962 |
| Championnats du monde                                                                                                |      |  |      | 7e   | 5e   | F    |  | 6e   | 6e   | 3e   | CA   | 2e   |
| Championnats d’Europe                                                                                                |      |  | 6e   | 4e   | 4e   | F    |  | 4e   | 3e   | 2e   | 2e   | 1er  |
| Championnats de France                                                                                               | 2e   |  | 1er  | 1er  | 1er  | 1er  |  | 1er  | 1er  | 1er  | 1er  | 1er  |
| Légende : F = Forfait ; CA = Championnats du monde 1961 annulés à cause de la catastrophe aérienne du vol 548 Sabena |      |  |      |      |      |      |  |      |      |      |      |      |